# Uladzímir Bulatau
Uladzímir Bulatau   (Novossibirsk, 30 de juny de 1929 - 19 de febrer de 1976) fou un atleta belarús, especialista en el salt de perxa, que va competir durant la dècada de 1950.
En el seu palmarès destaca una medalla de bronze en el salt de perxa al Campionat d'Europa d'atletisme de 1958, rere Eeles Landström i Manfred Preussger. També guanyà una medalla de plata i una de bronze al Festival Mundial de la Joventut i els Estudiants i el campionat soviètic de 1957. El 1959 va batre el rècord d'Europa del salt de perxa en dues ocasions.
El 1956 va prendre part en els Jocs Olímpics d'Estiu de Melbourne, on fou novè en la prova del salt de perxa del programa d'atletisme.

## Millors marques
- Salt de perxa. 4.64 metres (1959)[7]